# 대한민국 통계청
통계청(統計廳)은 통계의 기준설정과 인구조사 및 각종 통계에 관한 사무를 관장하는 대한민국의 중앙행정기관이다. 청장은 차관급 정무직공무원으로, 차장은 고위공무원단 가등급에 속하는 일반직공무원으로 보한다.

## 소관 사무
- 국가통계활동의 전반적인 기획 및 조정에 관한 사무
- 통계기준의 설정에 관한 사무
- 각종 경제·사회통계의 작성 및 분석에 관한 사무
- 통계정보의 처리 및 관리에 관한 사무

## 역사
통계청의 역사는 1948년 정부 수립 당시 공보처에 통계국을 두면서 시작했다. 이는 남조선과도정부의 서무처 통계국을 계승한 것이었다. 이후 소속 부처가 몇 번 변경되다가 1963년에 경제기획원의 외국으로 지위가 격상되었다.
노태우 정부에서 행정개혁위원회를 설치하여 정부조직에 대한 개편을 시도했는데 행개위는 조사통계국을 통계청으로 격상시킬 것을 건의했다. 한편으로 1000명 가까이 되는 직원 가운데 일용직 조사원이 300명을 넘어 업무에 전념하기 힘들고 집행기관이 독자적으로 통계를 작성하는 경우가 많아 통계 자료에 불신을 준다는 주장이 꾸준히 제기되었다. 이의 극복을 위해서도 조사통계국을 통계청으로 신설할 필요성이 요구됐다. 이후 1990년 「정부조직법」을 개정하여 조사통계국을 독립된 외청인 통계청으로 개편했다.

### 연혁
- 1948년 7월 17일: 공보처의 하부조직으로 통계국을 설치.[7]
- 1955년 2월 17일: 내무부의 하부조직으로 변경.[8]
- 1961년 7월 22일: 경제기획원의 하부조직으로 변경.[9]
- 1962년 6월 29일: 조사통계국으로 개편.[10]
- 1963년 12월 17일: 경제기획원의 외국으로 분리.[11]
- 1990년 12월 27일: 통계청으로 승격.[12]
- 1994년 12월 23일: 재정경제원의 외청으로 소속 변경.[13]
- 1998년 2월 28일: 재정경제부의 외청으로 소속 변경.[14]
- 2008년 2월 29일: 기획재정부의 외청으로 소속 변경. 농림부로부터 농업통계에 관한 사무를 이관받음.[15]

### 역대 로고

2000년부터 2009년까지 사용된 통계청 로고
2009년부터 2016년까지 사용된 통계청 로고

## 조직
| 국                 | 정책관·심의관실      | 담당관실·과                                                                                    |
| 청장 산하 하부조직 | 청장 산하 하부조직   | 청장 산하 하부조직                                                                             |
| ------------------ | -------------------- | ---------------------------------------------------------------------------------------------- |
|                    |                      | 대변인실                                                                                       |
| 차장 산하 하부조직 |                      |                                                                                                |
| 기획조정관실       | 기획조정관실         | 기획재정담당관실ㆍ혁신행정담당관실ㆍ국제협력담당관실                                           |
|                    |                      | 감사담당관실ㆍ운영지원과                                                                       |
| 통계정책국         | 통계정책국           | 통계정책과ㆍ경제통계심사조정과ㆍ사회통계심사조정과ㆍ통계기준과ㆍ품질관리과                     |
| 통계데이터허브국   | 통계데이터허브국     | 통계데이터기획과ㆍ행정자료관리과ㆍ통계등록부과ㆍ행정통계과ㆍ빅데이터통계과ㆍ마이크로데이터과   |
|                    | 통계서비스정책관실   | 통계서비스기획과ㆍ조사시스템관리과ㆍ공간정보서비스과ㆍ지능정보화팀                             |
| 경제통계국         | 경제통계국           | 경제통계기획과ㆍ소득통계과ㆍ경제총조사과ㆍ산업통계과ㆍ기업통계팀                               |
|                    | 경제동향통계심의관실 | 산업동향과ㆍ서비스업동향과ㆍ물가동향과                                                         |
| 사회통계국         | 사회통계국           | 사회통계기획과ㆍ인구동향과ㆍ고용통계과ㆍ가계수지동향과ㆍ복지통계과ㆍ농어업통계과ㆍ농어업동향과 |
| 조사관리국         | 조사관리국           | 조사기획과ㆍ인구총조사과ㆍ표본과ㆍ스마트조사센터                                               |

### 소속기관
- 청장의 관장 사무를 지원하는 기관
  - 통계교육원
- 청장의 소관 사무를 분장하는 기관
  - 지방통계청
    - 지방통계지청, 사무소
- 청장의 관장 사무를 지원하는 책임운영기관
  - 통계개발원

## 정원
통계청에 두는 공무원의 정원은 다음과 같다.
| 총계      | 총계              | 688명 |
| --------- | ----------------- | ----- |
| 정무직 계 | 정무직 계         | 1명   |
|           | 청장              | 1명   |
|           |                   |       |
| 일반직 계 | 일반직 계         | 687명 |
|           | 고위공무원단      | 9명   |
|           | 3급 이하 5급 이상 | 217명 |
|           | 6급 이하          | 460명 |
|           | 전문경력관        | 1명   |

## 재정
총수입·총지출 기준 2023년 재정 규모는 다음과 같다.
| 구분     | 세입예산 | 작년 대비 증감 |
| -------- | -------- | -------------- |
| 일반회계 | 44억 원  | +27.39%        |
|          |          |                |
| 합계     | 44억 원  | +27.39%        |

| 구분     | 구분     | 세출예산        | 작년 대비 증감 |
| -------- | -------- | --------------- | -------------- |
| 일반회계 | 일반행정 | 3937억 400만 원 | +3.65%         |
|          |          |                 |                |
| 합계     | 합계     | 3937억 400만 원 | +3.65%         |

## 논란

### 독립성 제고 논란
보다 신뢰할 수 있는 통계를 생산하기 위해 통계청 조직 및 업무에 대한 혁신이 필요하다는 지적이 있다. 이인실 전 통계청장은 "많은 관료가 '거쳐 가는 자리' 정도로 인식하"고 있다면서 "국무총리 직속 '국가통계처'로 격상하는 방안을 검토해볼 만하다"고 말했다. 실제로 1990년 조사통계국이 통계청으로 격상된 이후 2017년까지 15명의 통계청장이 배출되었으나 평균 임기는 22개월에 불과해 2년을 채우지 못했으며, 대부분이 기획재정부 출신으로 청장 자리를 거쳐 다른 자리로 영전해가는 경우가 많았다. 또한 경제통계 위주로 편성되어 있어 기후·환경·의료·교육·산업 등의 분야에서는 통계 생산 업무가 제대로 이루어지지 못한다는 비판도 있다. 통계청의 한 관계자는 "새로운 통계 영역에 진출하고 싶어도 법령 제정권이 없고 다른 부처와 업무 이관 협의를 하다가도 청장이 바뀌면 모든 절차를 다시 시작해야 해 매너리즘에 빠지는 게 현실"이라고 말했다.
2012년에는 표본 수를 늘리고 고소득자 소득을 반영해 현실 적합성을 높인 새 지니 계수를 개발해 공표하겠다고 밝혔지만 이를 차일피일 미루었다. 이 과정에서 18대 대선을 앞두고 높아진 소득 불평등에 대한 통계자료가 공표되는 것에 청와대가 외압을 행사했다는 정황이 포착되었다. 한편, 2015년부터는 공시생, 알바생, 취준생 등을 포함한 체감 청년실업률을 작성했지만 공표하지 않다가 《한겨레》가 보도를 하자 슬그머니 게재하였다. 이는 통계청이 기획재정부의 외청 신분이라 독립성이 약하다는 이유가 힘을 얻고 있다. 멕시코는 숱한 경제위기를 겪은 뒤에 통계청의 독립성을 높이고자 국회 통제를 강화하고 청장의 임기를 법으로 보장하였다. 영국은 통계의 독립성 강화를 위해 재무부 산하에서 독립기구인 국가통계위원회로 격상시킨 사례도 있다.
2015년 국토교통부가 공개한 주택보급률은 102.3%였지만 통계청이 발표한 보급률은 85.6%에 그쳤는데, 이는 다가구주택을 한 채로 보느냐 여러 채로 보느냐에 대한 시각의 관점에 따른 차이였다. 주택, 의료, 건강, 기후, 환경, 인구센서스, 국민소득, 교통 등에 관한 통계데이터는 정부의 여러 부처에서 생산하는 데이터로 빅데이터에도 매우 유용하게 활용된다. 하지만 현재의 통계청은 정부 통계 전체를 통합하고 표준화할 역량을 갖추지 못했다. 통계의 전문성을 확립하고 악용 논란이 반복되지 않기 위해 독립성 확보가 시급하다는 지적이 나오는 이유다. 전직 통계청 고위 당국자는 "통계가 틀리거나 현실과 안 맞는 문제가 있다면 통계청이 보완해야 하는데, 예산이나 법률제정권이 기재부에 있어 협조를 받지 않으면 할 수가 없다"고 말했다. 이에 통계청을 총리 직속 '국가통계처'로 격상시키고 통계 전문가들이 업무를 담당토록 하며, 기관장의 임기도 선진국처럼 5년 이상으로 하도록 법에서 규정할 필요가 있다는 지적이다.
일자리 창출을 강조하며 출범한 문재인 정부에서는 황수경 청장을 해임시키는 일이 일어났다. 2018년 1·2분기 가계동향조사에서 하위 20%인 가구의 소득이 지난 해보다 각각 8%와 7.6% 급감한 것으로 나타났는데, 이 통계가 정부가 추진하는 소득주도성장의 역효과를 드러낸 것이라는 비판으로 이어지자 청와대에서 통계청장에 대한 외압을 가했다는 것이다. 이 문제는 표본 가구 수를 늘리는 과정에서 생긴 착시 현상이라는 주장도 나오면서 또다른 논란을 일으켰다(→문재인에 대한 비판#통계청장 경질 논란 참고).

### 가계동향조사 불응 시 과태료 부과 논란
JTBC 취재 결과, 2019년부터 가계동향조사 대상자가 응답을 거부하면 최대 20만 원의 과태료를 부과하기로 한 것으로 드러났다. 조사 대상자들이 소득과 지출 공개를 꺼리기 때문에 응답 거부 비율이 매년 높아져, 강제 수단을 쓰기로 한 것이다. 통계법상 과태료 부과는 가능하지만, 이를 개인에게 적용하는 것은 유례가 없는 일이다. 이를 두고 과태료 부과 이전에 국세청이나 금융기관 자료를 연동하고 전자 가계부를 도입해 쉽게 응답할 수 있도록 해야 한다는 지적이 제기되었다. 통계청의 방침에 대해, 문재인 대통령은 강신욱 통계청장에게 "시대에 뒤떨어진 행정조치"라며 "국민이 통계 작성에 나서게 하려면 인센티브를 제공하는 방식으로 해야 한다. 강압적인 방법으로 하는 것은 관료적 사고"라고 지적했다.

## 같이 보기
- 통계청장
- 통계청 차장
- 국가통계백서

### 내용주
1. 1 2 3 4  개방형 직위.
2. ↑  2025년 2월 25일까지 존속하는 한시조직.
3. ↑  2026년 2월 5일까지 존속하는 한시조직.

### 참조주
1. 1 2  「통계청과 그 소속기관 직제」 별표 2
2. 1 2  기획재정부. “열린재정 > 재정연구분석 > 재정분석통계 > 예산편성현황(총수입)”. 《열린재정》. 2023년 1월 4일에 확인함.
3. 1 2  기획재정부. “열린재정 > 재정연구분석 > 재정분석통계 > 세목 예산편성현황(총지출)”. 《열린재정》. 2023년 1월 4일에 확인함.
4. ↑  “政府機構引受 大統領令發表”. 《동아일보》. 1948년 9월 15일. 2018년 11월 15일에 확인함.[깨진 링크(과거 내용 찾기)]
5. ↑  윤국한 (1989년 7월 19일). “행정개혁위 1년2개월 활동 결산”. 《한겨레》. 2018년 11월 15일에 확인함.[깨진 링크(과거 내용 찾기)]
6. ↑  “政府통계자료 엉터리 많다”. 《경향신문》. 1989년 9월 25일. 2018년 11월 15일에 확인함.[깨진 링크(과거 내용 찾기)]
7. ↑  대통령령 제15호
8. ↑  대통령령 제996호
9. ↑  각령 제57호
10. ↑  각령 제850호
11. ↑  법률 제1506호
12. ↑  법률 제4268호
13. ↑  법률 제4831호
14. ↑  법률 제5529호
15. ↑  법률 제8852호
16. ↑  서일범 (2017년 7월 19일). “[통계, 이것이 문제다] "통계청, 기재부서 독립해야"”. 《서울경제》. 2017년 8월 29일에 원본 문서에서 보존된 문서. 2017년 8월 29일에 확인함.
17. ↑  노현웅 (2017년 5월 2일). “'체감 청년실업' 심각한데… 통계청은 왜 침묵했나”. 《한겨레》. 2017년 8월 29일에 원본 문서에서 보존된 문서. 2017년 8월 29일에 확인함.
18. ↑  박용하 (2017년 8월 27일). “통계는 '정권의 시녀"?… "독립성 제고 방안 필요"”. 《경향신문》. 2017년 8월 29일에 확인함.[깨진 링크(과거 내용 찾기)]
19. ↑  박성현 (2017년 6월 14일). “[발언대] 절실한 국가 통계 시스템의 선진화”. 《조선일보》. 2017년 8월 29일에 확인함.
20. ↑  홍수민 (2018년 8월 27일). “황수경 전 통계청장 "윗선 말 듣지 않아 경질한 듯"”. 《중앙일보》. 2018년 9월 8일에 확인함.
21. ↑  송승환 (2019년 1월 5일). “통계청 새 가계동향조사…"응답거부 땐 과태료" 통보 논란”. 《중앙일보》. 2018년 9월 8일에 확인함.
22. ↑  임형섭 (2019년 1월 7일). “문대통령, 통계청에 "강압적 방법으로 통계 작성하면 안돼"”. 《연합뉴스》 (서울). 2019년 1월 8일에 원본 문서에서 보존된 문서. 2019년 1월 8일에 확인함.